# جون ك. سنايدر الثالث

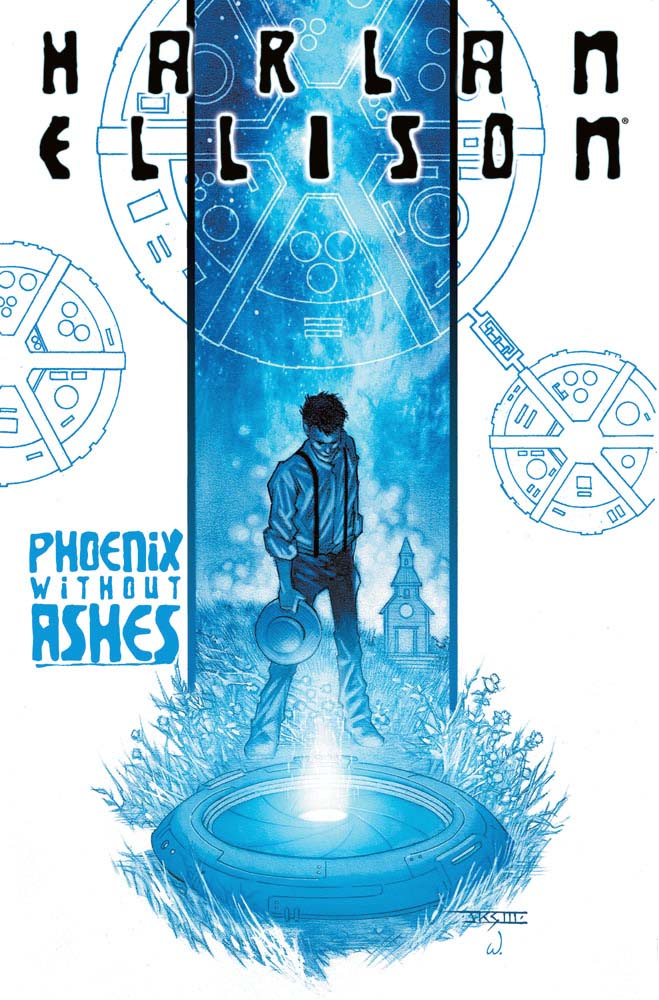
عنقاء بلا رماد

جون ك. سنايدر الثالث (بالإنجليزية: John K. Snyder III) هو كاتب أمريكي، ولد في 14 يوليو 1961. يُعرف بأعماله المميزة التي جمعت بين الأسلوب الفني البصري القوي والسرد القصصي المعقد، مما جعله من الأسماء البارزة في عالم الكوميكس الأمريكي منذ ثمانينيات القرن العشرين.
بدأ سنايدر مسيرته الفنية في أوائل الثمانينيات، حيث لفت الانتباه برسوماته في سلسلة القصص المصورة المستقلة "Fashion in Action" التي صدرت عن دار Eclipse Comics. وقد برز من خلال أسلوبه الديناميكي والتفاصيل الفنية الدقيقة، مما أكسبه قاعدة جماهيرية متزايدة داخل الأوساط المتخصصة.
من أبرز مساهماته لاحقًا كانت في إعادة تصوّر رواية "دكتور ميدوز" الكلاسيكية ضمن سلسلة روايات مصورة، وقد تعاون مع كُتّاب كبار في عالم القصص المصورة، كما عمل مع دور نشر شهيرة مثل DC Comics وIDW Publishing وDark Horse Comics. من أشهر مشاريعه أيضًا عمله على نسخة مصورة من رواية "Dr. Jekyll & Mr. Hyde" (الدكتور جيكل والسيد هايد) و"Sleepy Hollow" (سليبي هولو).
تميز سنايدر أيضًا بإتقانه لتحويل الأعمال الأدبية الكلاسيكية إلى قصص مصورة دون فقدان الجوهر الأدبي، بل بإضافة بُعد بصري ساعد على جذب جمهور جديد إلى هذه الأعمال.
وإلى جانب كونه رسامًا، قام سنايدر بكتابة بعض القصص بنفسه، ما عزز مكانته كفنان متعدد المهارات في الصناعة. وقد شارك في مؤتمرات فنية وأدبية، وكان له دور في ورش العمل التي تهدف إلى تعليم تقنيات الرسم القصصي والسرد البصري.
رغم أنه لا يُعد من أكثر الأسماء تداولًا في التيار السائد للكوميكس الأمريكي، فإن جون ك. سنايدر الثالث يحظى باحترام واسع في الأوساط المتخصصة، ويُعد من الفنانين الذين ساهموا في تطوير القصص المصورة كوسيلة فنية وأدبية ناضجة.